# سید محمدباقر سلطانی
سید محمدباقر سلطانی طباطبایی بروجردی (۱۲۹۲ بروجرد – ۱۳۷۶ تهران) فقیه، اصولی و مجتهد شیعی بود. او پدر سید صادق طباطبایی، سید مرتضی طباطبایی و پدرزن سید احمد خمینی بود.
پدرش، سید علی‌اصغر، ملقب به سلطان العلماء بروجردی، یکی از عالمان بزرگ سادات طباطبایی در منطقه بروجرد بوده است. نسبش با ۳۱ واسطه به حسن بن علی می‌رسد.

## تحصیل
وی خواندن و نوشتن و قرائت قرآن را از پدرش آموخت. پس از آن، جهت فراگیری علوم دینی وارد حوزه علمیه بروجرد شد.
از اسامی استادانش در حوزه بروجرد، اطلاعی به دست نیامده است.
در سال ۱۳۴۸ (قمری) به قم مهاجرت نمود و ۷ سال در آنجا ماند. سپس عازم مشهد شد و یک سال در آنجا اقامت کرد. در سال ۱۳۵۶ (قمری) بعد از مدتی اقامت در مشهد، جهت تکمیل علوم به نجف رفت و به مدت دو سال از محضر استادان آنجا بهره‌مند شد. در سال ۱۳۵۹ (قمری) به قم بازگشت و بیش از ۵۰ سال به تدریس پرداخت. وی به درجه اجتهاد رسید.

## درگذشت
وی در روز شنبه ۳۱ خرداد ۱۳۷۶  (۱۵ صفر ۱۴۱۸) در سن ۸۶ سالگی در جماران تهران درگذشت و در آرامگاه سید روح‌الله خمینی به خاک سپرده شد.

## آثار
- رساله در استصحاب
- رساله در واجب مطلق و مشروط
- رساله در خیارات
- رساله در ادبیات فارسی
- رساله در شرح منظومه فقهی مرحوم میرزا محمد تنکابنی
- الفوائد الفاطیه فی الاصول[۲]

## نواندیشی فقهی
او در زمینه‌های فقهی، نوآوری‌هایی داشت و با شناخت عمیق احکام، فقه را با نیازهای روز منطبق می‌ساخت.
- طهارت اهل کتاب[۳]
- ذبح شده اهل کتاب[۴]
- حکم رجم و سنگسار کردن زن شوهردار زناکار[۵]
- اهمیت دادن به دو عنصر زمان و مکان[۶]

## استادان
- سید محمدتقی خوانساری
- سید صدرالدین صدر
- سید احمد خوانساری
- میرزا محمد فیض قمی
- محمدعلی حایری قمی
- میرزا محمدعلی شاه‌آبادی
- میرزا مهدی اصفهانی
- سیدابوالحسن اصفهانی
- محمدحسین غروی اصفهانی
- آقا ضیاءالدین عراقی
- سید حسین طباطبایی بروجردی